# Girna

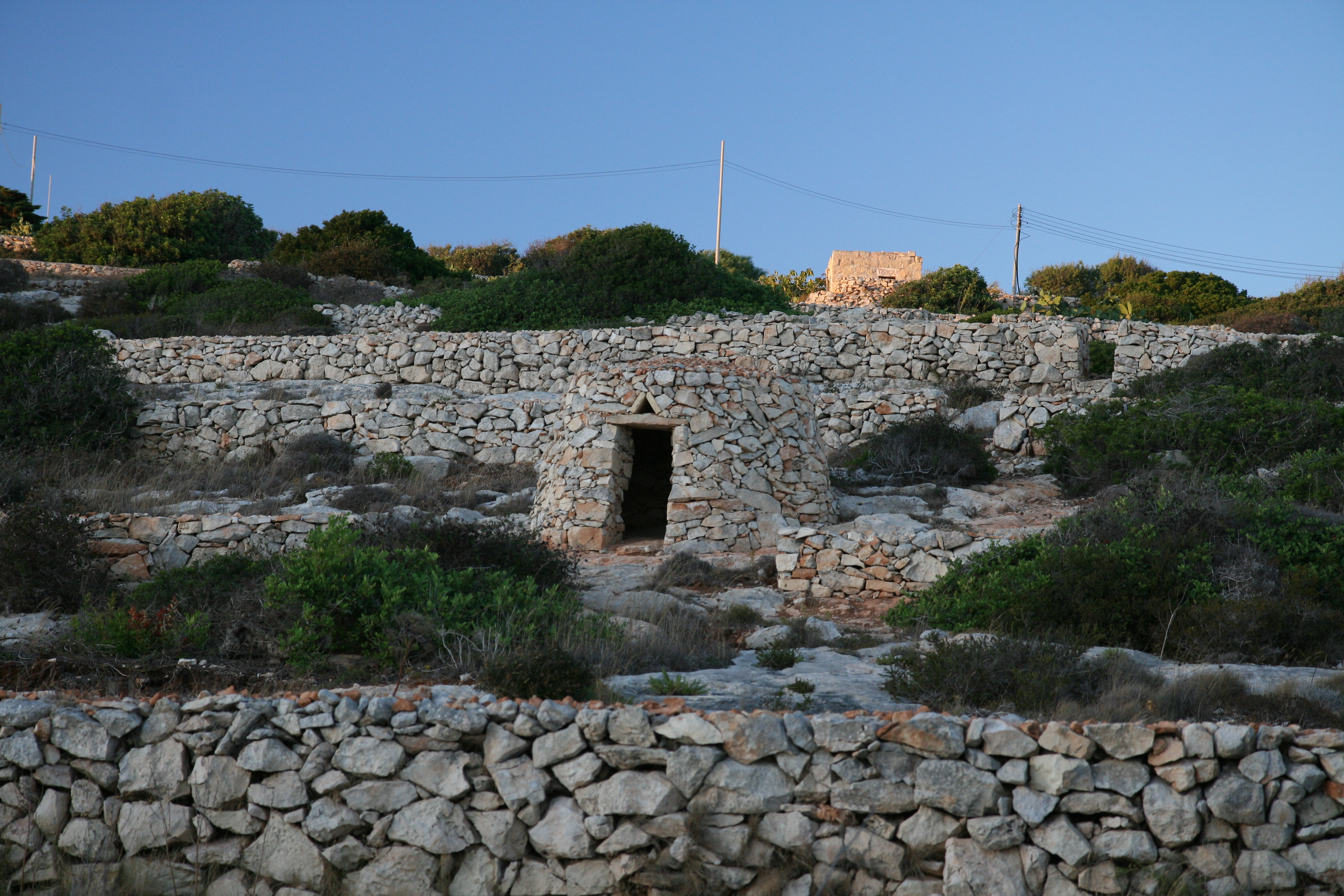
Cabane maltaise en pierre sèche ou girna

L'Île de Malte présente des cabanes en pierre sèche qui ont pour nom girna, au pluriel giren. Leur inventeur est P. Cassar, de l'Université royale de Malte, qui signala leur existence dans la revue anthropologique de langue anglaise, Man, en 1961. Elles ont été depuis étudiées de façon plus approfondie par le moine dominicain, Lawrence Fsadni, qui publia en 1992 une somme à leur sujet : The Girna. The Maltese Corbelled Stone Hut.

## Étymologie
Les cabanes répondent au nom de girna, terme qui serait dérivé de l'arabe et signifierait « amas de pierres ».

## Aire d’extension
Leur distribution concerne les trois îles principales de l'archipel maltais mais leur plus grand nombre s'observe dans la partie nord de l'île de Malte proprement dite, en des zones où le temps est peu clément (Bingemma, Bahrija, Zebbieh et Wardija). Il n’y en a quasiment pas dans l’île de Gozo.

## Fonctions
Leur rôle était celui d'abri en plein champ pour l'agriculteur, en particulier lorsque les travaux dans les champs nécessitaient d’y passer plus d’une journée.
Elles servaient aussi de resserres à outils et d’entrepôts pour le foin. Leur sommet aplati pouvait servir à sécher des figues, des caroubes ou des tomates. Il y a alors une rampe ou un escalier externe.
Certaines giren possèdent un enclos qui servait à abriter quelques bêtes.

## Matériau
Le matériau est un calcaire tendre, de teinte dorée (globigerina, en français « globigérine ») le plus souvent mais parfois aussi du calcaire corallien dur (en français « coralline »).

## Caractéristiques architecturales et morphologiques

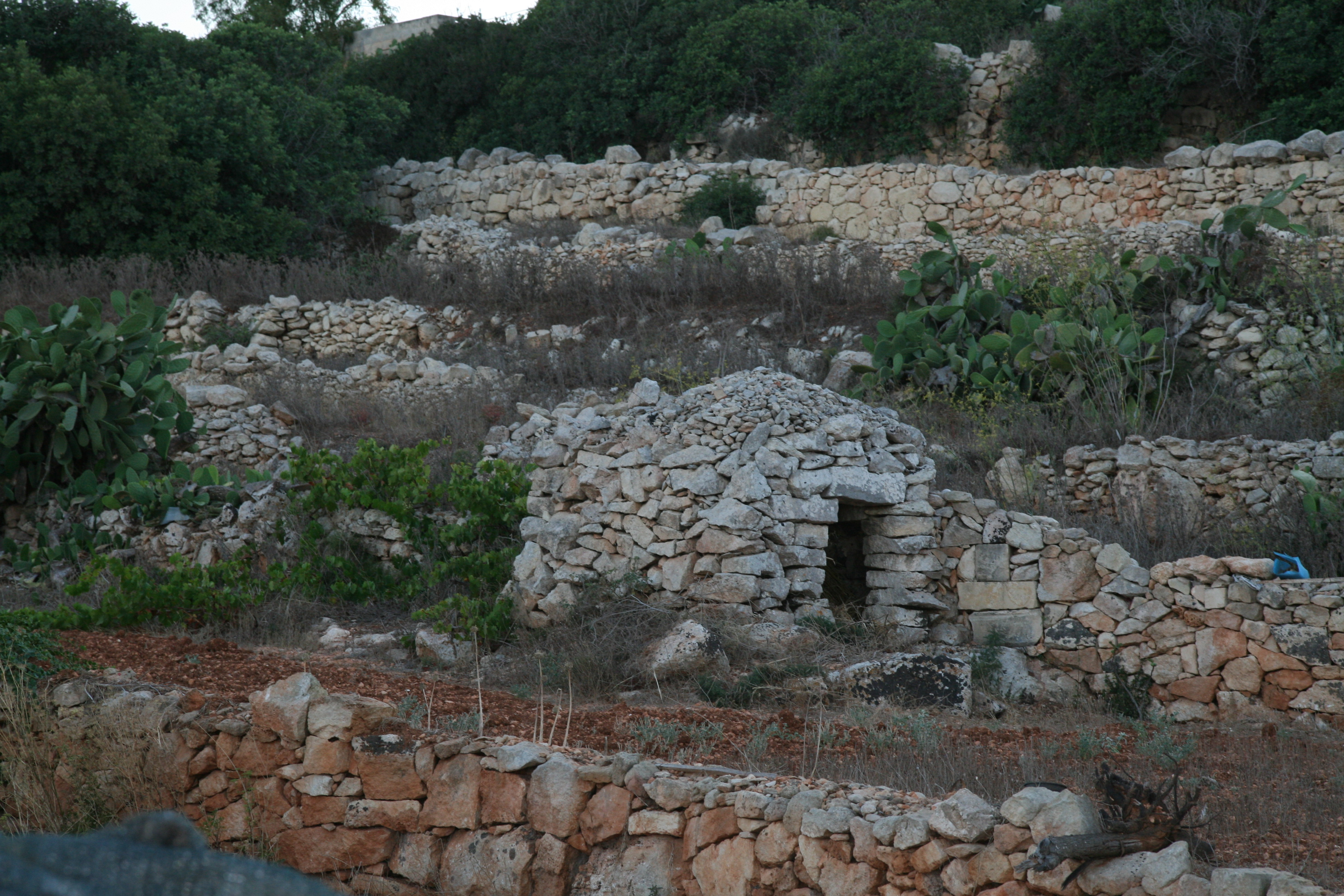
Girna de facture peu élaborée.

Les giren n’ont pas de fondations, étant édifiées directement sur le socle rocheux calcaire.
Il peut y avoir utilisation d'un banc rocheux saillant ; ou confection d'un mur-écran en forme de rectangle ou de quart ou de moitié de cercle en avant de l'entrée ; ou une rampe extérieure spiralaire; ou un renforcement circulaire ; ou encore deux niveaux, le bas communiquant avec une terrasse de culture inférieure, le haut avec une terrasse supérieure.

### Plans
De plan circulaire ou ovale, les giren sont en forme de cône tronqué ou de cylindre à fruit, tendant parfois vers une demi-sphère approximative. La hauteur intérieure varie entre 1,50 m et 2,20 m (hauteur d'un homme levant le bras). Le diamètre intérieur varie de 1 m (pour les plus petites) à 2,50 m.
Dans certains cas, le plan est non pas circulaire ou ovalaire mais carré ou rectangulaire, extérieurement comme intérieurement, donnant une forme pyramidale à l'extérieur mais avec rattrapage graduel des angles à l'intérieur au niveau de la voûte.

### Voûtements
La fermeture de la voûte encorbellée consiste le plus souvent de plusieurs dalles rectangulaires jointives, parfois d'une seule grande dalle.
Dans le cas d’une voûte clavée, on peut avoir un bloc conique placé la pointe en bas, faisant office de clé.
Le sommet plus ou moins bombé du tronc-de-cône ou cylindre à fruit entraîne l'emploi d’un revêtement de protection contre la pluie, soit une couche de cailloutis jouant le rôle de drain, soit, moins souvent, une couche de terre battue (nom local : torba – mélange de chaux, de gravier et de bouts de poterie).
On rencontre parfois des couvrements originaux : 
- voûte d'encorbellement fermée en haut par une panne médiane soutenant de part et d'autre 9 dalles jointives reposant sur les parois et recouvertes d'une couche de torba ;
- couvrement de canisses et d’algues marines sous de la pierraille.

Certaines giren sont de simples guérites incorporées dans une muraille de pierre sèche.

### Entrées
Les entrées, dépourvues de porte, sont basses et étroites (entre 0,90 m et 1,20 m de haut sur 0,75 m de large) et orientées vers le sud ou le sud-est, à l'abri des vents du Nord. Leur couvrement est obtenu soit par un linteau monolithe, parfois déchargé par deux dalles en bâtière ou par un deuxième linteau au-dessus d’une ouverture, soit par un arc clavé.

### Détails d’aménagement
L’aménagement intérieur est spartiate. Il peut y avoir un regard réservé dans la paroi pour surveiller les alentours, une niche pour mettre une lampe, un siège rudimentaire en pierre. Il n’y a pas de cheminée. La cuisine se faisait sur un réchaud à l’extérieur.
Les parois intérieures des giren ne sont pas enduites de mortier.

## Datation
Les constructions existantes sont « modernes » même si les techniques de la voûte d’encorbellement et de la voûte clavée sont anciennes.

## Végétation
Quelques espèces végétales (chardons, oseille, fenouil, asphodèle) recherchent les parois des cabanes.

## Anecdote
Un homme du nom de Salvu Deguara, surnommé il-Banker, vécut dans une girna près de Mellieha, depuis sa jeunesse jusqu’à son départ à l’hospice des vieux où il mourut dans les années 1960. Il dormait sur une litière de foin et faisait sa cuisine sur un foyer en pierre devant sa porte, laquelle était fermée par de vieux sacs de jute. Il se refusa toujours de changer de mode de vie même quand on lui proposa une maison plus conforme aux normes modernes.

## Muséologie
À Siggiewi, une ancienne carrière de globigerina a été transformée en un musée privé, The Limestone Heritage (« Le patrimoine du calcaire »). On y voit la réplique d'une girna.

## Épigone architectural
Le village de Manikata, sur la côte ouest de l'île, possède une église moderne dont le concepteur, l'architecte Richard England, s'est inspiré de la forme de la girna